# Автошлях Т 1907
Автошля́х Т 1907 — автомобільний шлях територіального значення у Сумській області. Пролягає територією Шосткинського та Кролевецького районів через Шостку — Кролевець. Загальна довжина — 35,1 км.

## Маршрут
Автошлях проходить через такі населені пункти:
| Автошлях Т 1907    |                 |
| Сумська область    |                 |
| Шосткинський район |                 |
| Шостка             | Р65Т 1908Т 2502 |
| Вороніж            |                 |
| Кролевецький район |                 |
| Воронцове          |                 |
| Шлях               |                 |
| Грузьке            |                 |
| Кролевець          | E101М02Р60      |